# Ewald Kibler
Ewald Kibler (* 20. Juli 1981 in Salzburg) ist Professor für Entrepreneurship an der Aalto University School of Business in der Helsinki Region, Finnland. Vor seiner akademischen Laufbahn war Kibler kurzzeitig als österreichischer Fußballspieler und Jugendsozialarbeiter tätig.

## Wissenschaftler
Kibler absolvierte von 2003 bis 2007 das Bachelorstudium für Soziologie und von 2007 bis 2009 das Masterstudium für Soziologie an der Karl-Franzens-Universität Graz. 2012 promovierte Kibler an der Universität Turku in Wirtschaftsgeographie wo er auch für ein weiteres Jahr als Post-Doc-Forscher tätig war. Im Januar 2014 begann Kibler als Assistenzprofessor an der Aalto Universität in Helsinki und ist seit 2020 dort tenured Associate Professor.
Er forscht und lehrt zum Erfolg und Scheitern von sozialen und nachhaltigen Unternehmen und Start-ups aus multi-disziplinärer Perspektive und berät zu diesen Fragen u. a. die OECD, die Europäische Kommission und Eurostat.

### Veröffentlichungen (Auswahl)
- Ewald Kibler, Christoph Mandl, Steffen Farny, Virva Salmivaara (In Press) Post-failure impression management: A typology of entrepreneurs’ public narratives after business closure" In: Human Relations doi:10.1177/0018726719899465
- Virva Salmivaara & Ewald Kibler (2019) ‘Rhetoric mix’ of argumentations: How policy rhetoric conveys meaning of entrepreneurship for sustainable development. Entrepreneurship Theory & Practice. 44(4): 700-732. doi:10.1177/1042258719845345
- Ewald Kibler, Joakim Wincent, Teemu Kautonen, Gabriella Cacciotti & Martin Obschonka (2019) Can prosocial motivation harm entrepreneurs’ subjective wellbeing? Journal of Business Venturing. 34(4), 608-624. doi:10.1016/j.jbusvent.2018.10.003
- Farny Steffen, Ewald Kibler & Simon Down (2019): Collective emotions in institutional creation work. Academy of Management Journal. 62(3): 765-799.
- Ewald Kibler, Thomas Wainwright, Teemu Kautonen, Robert A. Blackburn (2012): (Work)life After Work? Older Entrepreneurship in London: Motivations and Barriers. London: Kingston University ISBN 978-1-902425-09-2
- Ewald Kibler, Teemu Kautonen, Matthias Fink (2014) Regional social legitimacy of entrepreneurship: Implications for entrepreneurial intention and start-up behaviour. Regional Studies 48:6. 995–1015. doi:10.1080/00343404.2013.851373
- Muñoz, P., Kibler, E., Mandakovic, V., Amorós, JE. (2020) Local entrepreneurial ecosystems as configural narratives: A new way of seeing and evaluating antecedents and outcomes. Research Policy. In Press. Online[10].

## Laufbahn als Fußballspieler
Vor seiner wissenschaftlichen Karriere spielte Kibler aktiv für verschiedene österreichische Fußballvereine. Er absolvierte seine Ausbildung als Fußballspieler in der Jugend des 1. Salzburger SK 1919, SAK 1914 und Austria Salzburg. In der Saison 2000/2001 sowie in der darauf folgenden Saison 2001/2002 spielte er in der Ersten Division für die SV Braunau und zwischen den Saisonen 2002/2003 und 2003/2004 ebenfalls zweitklassig für den DSV Leoben. 2002/2003 spielte er für den Regionalligisten FC St. Veit. Seine aktive Karriere beendete er im Sommer 2006 in der sechstklassigen Unterliga Mitte beim SV Laßnitzhöhe. An seinem neuen Wohnort spielt Kibler seit 2020 in der Freizeitmannschaft des FC Germania Helsinki.